# Nymphalis dilucidus
Nymphalis dilucidus är en fjärilsart som beskrevs av Hans Fruhstorfer 1907. Nymphalis dilucidus ingår i släktet Nymphalis och familjen praktfjärilar. Inga underarter finns listade i Catalogue of Life.